# Lijst van voetbalinterlands België - Luxemburg
Deze lijst van voetbalinterlands is een overzicht van alle officiële voetbalwedstrijden tussen de nationale teams van België en Luxemburg. De buurlanden speelden tot op heden twintig keer tegen elkaar. De eerste wedstrijd, een duel bij de Olympische Zomerspelen 1928, werd gespeeld in Amsterdam (Nederland) op 27 mei 1928. De laatste ontmoeting, een vriendschappelijke wedstrijd, vond plaats op 8 juni 2024 in Brussel.

## Wedstrijden
| №  | Plaats    | Datum             | Competitie           | Wedstrijd          | Uitslag |
| -- | --------- | ----------------- | -------------------- | ------------------ | ------- |
| 1  | Amsterdam | 27 mei 1928       | OS 1928              | Luxemburg – België | 3 – 5   |
| 2  | Luxemburg | 13 maart 1938     | WK 1938 kwalificatie | Luxemburg – België | 2 – 3   |
| 3  | Luxemburg | 13 mei 1945       | Vriendschappelijk    | Luxemburg – België | 4 – 1   |
| 4  | Charleroi | 23 februari 1946  | Vriendschappelijk    | België – Luxemburg | 7 – 0   |
| 5  | Luxemburg | 19 maart 1967     | EK 1968 kwalificatie | Luxemburg – België | 0 – 5   |
| 6  | Brugge    | 22 november 1967  | EK 1968 kwalificatie | België – Luxemburg | 3 – 0   |
| 7  | Luxemburg | 20 mei 1971       | Vriendschappelijk    | Luxemburg – België | 0 – 4   |
| 8  | Verviers  | 7 november 1971   | Vriendschappelijk    | België – Luxemburg | 1 – 0   |
| 9  | Brussel   | 27 februari 1980  | Vriendschappelijk    | België – Luxemburg | 5 – 0   |
| 10 | Luxemburg | 14 oktober 1986   | EK 1988 kwalificatie | Luxemburg – België | 0 – 6   |
| 11 | Brussel   | 11 november 1987  | EK 1988 kwalificatie | België – Luxemburg | 3 – 0   |
| 12 | Lille     | 1 juni 1989       | WK 1990 kwalificatie | Luxemburg – België | 0 – 5   |
| 13 | Brussel   | 25 oktober 1989   | WK 1990 kwalificatie | België – Luxemburg | 1 – 1   |
| 14 | Brussel   | 27 februari 1991  | EK 1992 kwalificatie | België – Luxemburg | 3 – 0   |
| 15 | Luxemburg | 11 september 1991 | EK 1992 kwalificatie | Luxemburg – België | 0 – 2   |
| 16 | Luxemburg | 18 november 1998  | Vriendschappelijk    | Luxemburg – België | 0 – 0   |
| 17 | Luxemburg | 1 maart 2006      | Vriendschappelijk    | Luxemburg – België | 0 – 2   |
| 18 | Luxemburg | 19 november 2008  | Vriendschappelijk    | Luxemburg – België | 1 – 1   |
| 19 | Genk      | 26 mei 2014       | Vriendschappelijk    | België – Luxemburg | 5 – 1   |
| 20 | Brussel   | 8 juni 2024       | Vriendschappelijk    | België – Luxemburg | 3 − 0   |

## Samenvatting
| Competitie        | Totaal gespeeld | Winst België | Gelijk | Winst Luxemburg | Doelsaldo België – Luxemburg |
| ----------------- | --------------- | ------------ | ------ | --------------- | ---------------------------- |
| WK-kwalificatie   | 3               | 2            | 1      | 0               | 9 − 3                        |
| EK-kwalificatie   | 6               | 6            | 0      | 0               | 22 − 0                       |
| Olympische Spelen | 1               | 1            | 0      | 0               | 5 − 3                        |
| Vriendschappelijk | 10              | 7            | 2      | 1               | 29 − 6                       |
| Totaal            | 20              | 16           | 3      | 1               | 65 − 12                      |

Wedstrijden bepaald door strafschoppen worden, in lijn met de FIFA, als een gelijkspel gerekend.

## Details

### Veertiende ontmoeting
| EK 1992 kwalificatie (Brussel, België, 27 februari 1991): |              | |
| België | 3 – 0        | Luxemburg |
| Erwin Vandenbergh 8' Jan Ceulemans 16' Enzo Scifo 33' | goals        | |
| Guy Thys | bondscoach   | Paul Philipp |
| Michel Preud'homme Georges Grün Philippe Albert Marc Emmers Bruno Versavel Frank Dauwen Marc Wilmots Enzo Scifo Marc Degryse Erwin Vandenbergh Jan Ceulemans | opstellingen | Paul Koch 46' Théo Malget Marcel Bossi Pierre Petry Marc Birsens Jean-Paul Girres 76' Joël Groff Carlo Weis Guy Hellers Jeff Saibene Armin Krings |
| | wissels      | 46' Gérard Jeitz 76' Denis Scuto |
| Philippe Albert 40' | gele kaarten | 32' Carlo Weis 81' Jeff Saibene |

### Vijftiende ontmoeting
| EK 1992 kwalificatie (Luxemburg, Luxemburg, 11 september 1991): |       |                                 |
| Luxemburg                                                       | 0 – 2 | België                          |
|                                                                 | goals | 18' Enzo Scifo 49' Marc Degryse |

### Zestiende ontmoeting
| Vriendschappelijk (Luxemburg, Luxemburg, 18 november 1998): |       |        |
| Luxemburg                                                   | 0 – 0 | België |
|                                                             | goals |        |